# 维尔任-达拉帕
维尔任－达拉帕是巴西米纳斯吉拉斯州的一个市镇。总面积871.888平方公里，总人口14103人，人口密度16.2人/平方公里。